# BR-474
De BR-474 is een federale weg in de deelstaat Minas Gerais in het zuidoosten van Brazilië. De weg is een verbindingsweg tussen Caratinga en Aimorés.
De weg heeft een lengte van 161 kilometer.

## Aansluitende wegen
- BR-116 bij Caratinga
- MG-111 bij Ipanema
- MG-108
- BR-259 bij Aimorés

## Plaatsen
Langs de route liggen de volgende plaatsen:
- Caratinga
- Piedade de Caratinga
- Ipanema
- Aimorés